# Classe Bretagne
La classe Bretagne est une classe de trois cuirassés de type super-dreadnoughts construits pour la marine française durant la Première Guerre mondiale. Une quatrième unité est commandée par la marine grecque, mais sa construction est suspendue à la fin de la guerre. Les trois navires construits portent les noms de régions françaises.

## Origine
La classe Bretagne est issue de la loi-programme du 30 mars 1912. Le texte était ambitieux car il visait à doter la flotte de vingt-huit cuirassés, dix éclaireurs d’escadre, cinquante-deux torpilleurs dits de « haute-mer », dix bâtiments pour divisions lointaines et quatre-vingt quatorze sous-marins.
À l'époque du vote de la loi, la France dispose d'une flotte de cuirassés non négligeable (dont douze cuirassés modernes : deux « classe République » ; quatre « classe Liberté » ; et six « classe Danton »), mais qui compte aussi des navires totalement dépassés, dont ceux issus programme naval de 1890, dit flotte d'échantillons. Ce programme avait le tort de fixer uniquement la composition de l'artillerie principale, la vitesse minimale et le déplacement maximal de 12 000 tonnes. Le reste était laissé à l'imagination des ingénieurs, ce qui a donné des bâtiments n'ayant pas la même forme, la même motorisation, le même calibre d'artillerie secondaire, le même compartimentage ou le même cuirassement.
Cette absence de normes avait des conséquences désastreuses en termes d'entretien, d'approvisionnement ou même en ordre de bataille, avec des bâtiments parfois très différents, mais qui avaient en commun une mauvaise protection de la zone en dessous de la ligne de flottaison. Ainsi, le Bouvet, issu du programme de 1890 chavirera et coulera en moins d'une minute, emportant la majeure partie de son équipage de 700 personnes, après avoir touché une mine dans le détroit des Dardanelles le 18 mars 1915 à l'occasion de la bataille du même nom.
Cette flotte de cuirassés est donc assez disparate et est surtout quasiment rendue obsolète par l'entrée en service du HMS Dreadnought britannique en 1906.
La France réagit tardivement à cette révolution, qui a conduit à une course à l'armement entre la Grande-Bretagne et le Reich Allemand, et ce n'est qu'à l'occasion du programme naval de 1910 que la première classe de Dreadnoughts français est programmée, avec la classe Courbet, qui sera suivie par la Classe Bretagne, dont sont issues la Bretagne, la Provence et la Lorraine.
Le pays est toutefois handicapé par le manque de forme de radoub de taille suffisante, les bassins Vauban de Toulon ne seront terminés qu'en 1927, ce qui va conduire à une reprise par les classes Bretagne des coques des Classe Courbet, en vue de remplacer le Carnot, le Charles Martel, et la Liberté. Cela conduit à des bâtiments de même dimension que ceux de la classe Courbet, mais leur armement est plus lourd, grâce à la puissance de dix canons de 340 mm en tourelles jumelées. Deux tourelles tirant vers l'avant, deux vers l'arrière, et une au milieu, tirant des deux côtés.

## Navires de la classe
| Nom du navire         | Pays   | Chantier                                          | Quille posée     | Lancement         | Armement       | Destin                                                                                               |
| --------------------- | ------ | ------------------------------------------------- | ---------------- | ----------------- | -------------- | --- |
| Bretagne              | France | Arsenal de Brest                                  | 1er juillet 1912 | 21 avril 1913     | septembre 1915 | Coulé par les Britanniques lors de la bataille de Mers el-Kébir. Renfloué. Démoli sur place en 1952. |
| Provence              | France | Arsenal de Lorient                                | 1er août 1912    | 30 septembre 1913 | juin 1915      | Sabordé lors du sabordage de la flotte française à Toulon. Démoli de 1943 à 1949.                    |
| Lorraine              | France | Ateliers et Chantiers de la Loire à Saint-Nazaire | 1er mai 1912     | 20 avril 1913     | juillet 1916   | Démoli en 1954                                                                                       |
| Basileus Konstantinos | Grèce  | Ateliers et Chantiers de la Loire                 | juin 1914        |                   |                | Construction cessée à la fin de la guerre                                                            |

## Source
- (en) Cet article est partiellement ou en totalité issu de l’article de Wikipédia en anglais intitulé « Bretagne-class battleship » (voir la liste des auteurs).